# Корски
Ко́рски (эст. Korski), ранее на письме также Ко́оруски (эст. Kooruski) — деревня в волости Сетомаа уезда Вырумаа, Эстония. Исторически относится к нулку Юле-Пелска.
До административной реформы местных самоуправлений Эстонии 2017 года входила в состав волости Меремяэ (упразднена).

## География и описание
Расположена в 26 километрах к востоку от уездного центра — города Выру, и в 19 километрах к юго-западу от волостного центра — посёлка Вярска, в 4 километрах от российско-эстонской границы. Высота над уровнем моря — 94 метра. На западе граничит с деревней Обиница.
Климат переходный от морского к континентальному. Официальный язык — эстонский. Почтовый индекс — 65369.

## Население
По данным переписи населения 2021 года, в Корски насчитывалось 3 жителя, все — эстонцы.
По данным переписи населения 2011 года, в деревне проживали 2 человека, национальность неизвестна (сету в перечне национальностей выделены не были).
Численность населения деревни Корски по данным переписей населения:
| Год  | 1959 | 1970 | 1979 | 1989 | 2000 | 2011 | 2021 |
| ---- | ---- | ---- | ---- | ---- | ---- | ---- | ---- |
| Чел. | 11   | ↘ 7  | ↗ 45 | ↘ 37 | ↘ 6  | ↘ 2  | ↗ 3  |

## История
В письменных источниках 1652 года упоминается Горушка, 1885 года — Korsti, 1904 года — Koruski, Korski, Гору́шка, примерно 1920 года — Kooruski, 1945 года — Gorski. В 1939 году была записана как Kaldve и Kaldvere.
На военно-топографических картах Российской империи (1846–1912 годы), в состав которой входила Лифляндская губерния, деревня обозначена как Горушки.
В XVIII веке относилась к Тайловскому приходу, в XIX веке — к приходу Обиница. В 1977–1997 годах Корски была поделена между деревнями Серетсова и Кюллатова. В 1977 году, в период кампании по укрупнению деревень, с Корски была объединена часть деревни Коскува.
В 1977–1997 годах частью деревни Корски были деревни Цумба, Карамсина, Куснетсова и Маслува.

## Происхождение топонима
По мнению эстонского языковеда Яака Симма название Корски происходит от русского слова «горушка». Этнограф и языковед Юри Труусманн полагал, что топоним происходит из латышского или литовского языка и имеет значение «бор», «лес». Топоним Горушка широко распространён в соседней с Эстонией Псковской области России.